# Eleccions legislatives franceses de 1951
Les eleccions legislatives franceses de la segona legislatura de la Quarta República se celebraren el 17 de juny de 1951. S'elegiren 625 escons.
|  | Secció Francesa de la Internacional Obrera  | SFIO | 2,894,001  | 15.39 | 107 |
|  | Centre National des Indépendants et Paysans | CNIP | 2,563,782  | 13.64 | 96  |
|  | Mouvement Républicain Populaire             | MRP  | 2,369,778  | 12.60 | 95  |
|  | Rassemblement des Gauches Républicaines     | RGR  | 1,913,003  | 10.17 | 93  |
|  | Total "Tercera Força"                       |      | 9,740,564  | 51.80 | 388 |
|  | Partit Comunista Francès                    | PCF  | 4,939,380  | 26.27 | 103 |
|  | Rassemblement du Peuple Français            | RPF  | 4,122,696  | 21.93 | 121 |
|  | Total                                       |      | 18,802,640 | 100   | 625 |
|  | Abstenció: 19,8%                            |      |            |       |     |